# De Nederlandsche Bank
De Nederlandsche Bank (DNB) er den hollandske centralbank. 
Etableringen af De Nederlandsche Bank var en af de første ting kong Vilhelm 1. af Nederlandene foretog sig, da han blev Hollands konge i 1813, efter at Holland under Napoleonskrigene havde tilhørt Frankrig. 
Landets økonomi var dårlig. Den tidligere position som et internationalt handelscentrum var væk. Etableringen af en centralbank var et forsøg på at bringe orden i landets økonomi og valuta. Hollandske gylden havde været i omløb siden 1300-tallet, og fra 1694 var den vigtigste hollandske valuta, men ikke den eneste.
I perioden med de Forenede Nederlande (1581 – 1795) lykkedes det aldrig at skabe en fælles valutapolitik, men det kunne Napoleon, og Vilhelm fortsatte denne politik. Banken var både en kredit bank og ansvarlig for udstedelse af penge. 
I dag er DNB et aktieselskab, som ledes af en formand og fem bestyrelsesmedlemmer. 
Da Holland er medlem af EU, er centralbanken også medlem af ECBS – Det Europæiske System af Centralbanker. På den måde har banken indflydelse på pengepolitikken og den økonomiske politik i såvel Holland som i EU. Holland er også medlem af ØMU, og euroen har derfor erstattet den hollandske gylden som landets valuta, ligesom mange af centralbankens opgaver er blevet overtaget af Den Europæiske Centralbank
52°21′32″N 4°54′01″Ø / 52.35889°N 4.90028°Ø